# Fomoria variicapitella
Fomoria variicapitella is een vlinder uit de familie van de dwergmineermotten (Nepticulidae). De wetenschappelijke naam voor deze soort is voor het eerst voorgesteld als Nepticula variicapitella door Pierre Chrétien in een publicatie uit 1908.

## Verspreiding
De soort komt voor op de Canarische Eilanden.

## Waardplanten
De rups leeft op Hypericum canariense (Hypericaceae).